# ماكسيم كرافتسوف
ماكسيم كرافتسوف هو لاعب كرة قدم بيلاروسي، ولد في 20 يونيو 2002 في غرودنو في بيلاروس. لعب مع نيمان غرودنو.